# Крайзельбург Ленні
Ле́онід Кра́йзельбург (англ. Lenny Krayzelburg; *28 вересня 1975, Одеса) — український радянський та американський плавець.
Чотирьохразовий олімпійський чемпіон з плавання у складі збірної США у Сіднеї у 2000 році (100, 200-метрівка на спині, комбінована естафета 4х100) та в Афінах у 2004 році (комбінована естафета 4х100) .

## Біографія
Почав займатися плаванням з п'яти років в одеському спортивному клубі армії, тренер в Одесі — Віталій Оганесович Авакумян. Емігрував до США у 1989 році. Навчався в Коледжі Святої Моніки і в Університеті Південної Каліфорнії в Лос-Анджелес. Тренер в США — Марк Шуберт. Капітан команди пловців збірної США на олімпійських іграх в Афінах.
Дворазовий чемпіон світу 1998 року в 50-метровому басейні (100 і 200 метрів на спині), володар срібної медалі у комбінованій естафеті 4х100. Чемпіон світу 2000 року в 25-метровому басейні в комбінованій естафеті 4х100. Переможець та призер чемпіонатів США, а також міжнародних змагань. 
1999 року визнаний в США «Плавцем року».
Л.Крайзельбург про рідне місто:
|  | «Одеса у моєму серці на чільному місці. Я дуже люблю це місто. Не скажу, що Америка займає у моєму серці більше місця, ніж Одеса, але мій дім там. Я не заперечую, що матиму в Одесі літній будинок. Дуже цього хочу. Якби я не одержав в Одесі добру школу плавання, не досяг би в Америці тих результатів, які сьогодні маю». |